# HD 36917
HD 36917あるいはオリオン座V372星（オリオンざV372せい、V372 Orionis、V372 Ori）は、オリオン座にあるオリオン変光星である。オリオン大星雲の中にある若い散開星団に属し、年齢は100万年以下とみられる。中心星から離れた位置に、低温の塵からなる星周円盤が存在し、前主系列星と主系列星の間の進化段階に位置づけられる。

## 特徴
HD 36917は、B9.5型とA0.5型の2つの星からなる分光連星といわれており、色等級図でも主系列よりだいぶ明るいのは、単独星でないとすれば説明がつくとされたが、その後の分光観測では分光連星との確証は得られず、むしろA0-1型の単独星と整合する結果が得られている。単独星だとすると、表面の有効温度がおよそ10,000 K、質量が太陽の4倍程度の中間的な質量の星である。

### 年齢

VLT Survey Telescope の可視光広視野カメラで観測したオリオン大星雲（出典: ESO / G. Beccari）。中央やや右下寄りの一際明るい恒星がHD 36917。

HD 36917は、固有運動や視線速度からして、M42オリオン星雲の中にある若い散開星団、"Orion Nebula Cluster"（ONC）の一員とされる。この星団の年齢はおよそ100万年以下であり、HD 36917の年齢もまた同様である。ONCは、トラペジウムを中心として、22個程の星が所属していると考えられ、HD 36917はトラペジウムからの離角がおよそ13分、星団中心から星団の半径の55パーセント程度離れた位置にある。

### 星周構造
HD 36917からは、近赤外線の赤外超過が検出されていない一方、遠赤外線では赤外超過が検出されているので、中心星の近傍に高温の星周塵はないが、中心星から遠方に大きく広がった低温の星周塵はかなりの量が存在するとみられる。星周領域からの赤外線放射光度は、中心星の光度の13パーセントにも上り、ここから見積もられる低温の星周塵は、温度が70 K以上、質量は最大で地球質量の2倍程度となり、中心星から10天文単位程度の距離から放射されている。この塵の質量は、ベガのような残骸の星周塵でできた薄い殻を持つ若い恒星のものに比べるとかなりの大質量であり、原始惑星系円盤の名残とみられ、前主系列星寄りの天体とされる。
一方、近赤外線の分子輝線では中心星に近い領域からの放射も検出されており、例えば一酸化炭素分子の放射をみると、分子ガスが円盤状に分布しているとすれば、中心星から0.1天文単位ないし1.5天文単位に広がり、傾斜角はおよそ51度、0.1天文単位の位置でのガスの温度は約3,400 Kと推定される。
HD 36917では、水素原子のHα線はほぼ吸収線だが、中心に細い輝線成分が存在する。この輝線の強度、及びそこから推定される中心星への質量降着率は、いずれも典型的なハービッグAe/Be型星に比べてだいぶ小さい。それゆえ、HD 36917はハービッグAe/Be型星に分類されているが、進化の上で前主系列段階から主系列段階への過渡期にあると位置づけられ、極めて若いベガ型星いう見方もできる。HD 36917からはX線も検出されており、これは星形成時の名残の磁場活動によるものとみられている。

### 変光
HD 36917は、ボリス・クカーキンらや、エルンスト・ツィナーによって、変光星の疑いがある恒星と指摘されていたが、パーヴェル・パレナゴが1954年に発表したオリオン星雲内の恒星の研究に関する論文で、光度変化が明らかとなった。
HD 36917は8等星なので、変光観測を行うには望遠鏡の口径が15センチメートルあればこと足りる。光度変化は不規則で、変光幅も小さい。明るさは、7.94等級から8.13等級の間で変化する。オリオン星雲内にある不規則変光星なのでオリオン変光星、その中でもスペクトルが早期型なためINA型と分類されている。